# Red regularnih kanonika sv. Augustina
Red regularnih kanonika sv. Augustina, regularni kanonici najstariji red u Katoličkoj Crkvi.
Pripadnici ovog Reda žive po pravilu sv. Augustina u svojim redovničkim zajednicama. Liturgija im zauzima važno mjesto u njihovu životu, također slavljenje euharistije i zajednička molitva časoslova, iz kojih crpe snagu za ispunjavanje svojih službi u župama i drugim oblicima dušobrižništva. Red tvori devet neovisnih kongregacija. Kongregacija Windesheim datira od 1387. godine. Osnovana je u nizozemskom mjestu Windesheimu. Nastala je u sklopu razvoja duhovnog pokreta Devotio moderna. Pokret je u srž stavljao osobni, unutarnji odnos s Isusom Kristom i ponosi se svojim najistaknutijim članom Tomom Kempencem. sve do kraja 15. stoljeća, broj samostana je ove kongregacije porastao je na skoro stotinu. Dolazak protestantizma značio je prve progone i zatvaranje samostana. Posljednji samostan kongregacije zatvoren je i prisilno oduzet sa sekularizacijom u 19. stoljeću. Ponovno je oživljena 1961. godine. Svjetski poznati latinist i dugogodišnji voditelj Latinskog ureda pri Svetoj Stolici u Vatikanu Karl Egger predvodio je obnovu.
Red regularnih kanonika sv. Augustina ima najviše svetaca u kalendaru. Glasoviti svetci koje je dao su sv. Antun Padovanski koji je otišao franjevcima, sv. Dominik - osnovač Reda propovjednika, sv. Albert Jeruzalemski - davatelj pravila karmelićanima, autor glasovitog djela Nasljeduj Krista sv. Tome Kempenca, reformator regularnih kanonika sv. Norbert i dr.
U Hrvatskoj danas nije poznat, ali u predturskim vremenima imao je u Hrvatskoj nekoliko samostana. Nakon osmanskih razaranja samostani nisu obnovljeni zbog čega je u Hrvatskoj ovaj Red potonuo u zaborav. Regularnim kanonicima pridružio se krajem 2010-ih poznati fotograf Elvir Tabaković.